# Povo E De
Os E De (ou Ê Đê, Rhade ou Rade) são os membros de um grupo étnico que integra o conglomerado dos Cham que habitam as montanhas do sul do Vietnã (população de 270.348 em 1999).